# Saint-Germain-le-Gaillard (Eure-et-Loir)
Saint-Germain-le-Gaillard ist eine französische Gemeinde mit 372 Einwohnern (Stand: 1. Januar 2022) im Département Eure-et-Loir in der Region Centre-Val de Loire. Sie gehört zum Arrondissement Chartres und zum Kanton Illiers-Combray. 

## Geographie
Saint-Germain-le-Gaillard liegt etwa 17 Kilometer westsüdwestlich von Chartres. Das Gemeindegebiet wird vom Flüsschen Vallée de la Charentonne durchquert. Umgeben wird Saint-Germain-le-Gaillard von den Nachbargemeinden Courville-sur-Eure im Norden, Saint-Luperce im Nordosten und Osten, Orrouer im Südosten und Süden, Fruncé im Südwesten und Westen sowie Chuisnes im Westen und Nordwesten.

## Bevölkerungsentwicklung
| Jahr                       | 1962 | 1968 | 1975 | 1982 | 1990 | 1999 | 2006 | 2020 |
| Einwohner                  | 222  | 193  | 208  | 193  | 212  | 239  | 331  | 369  |
| Quellen: Cassini und INSEE |      |      |      |      |      |      |      |      |

## Sehenswürdigkeiten

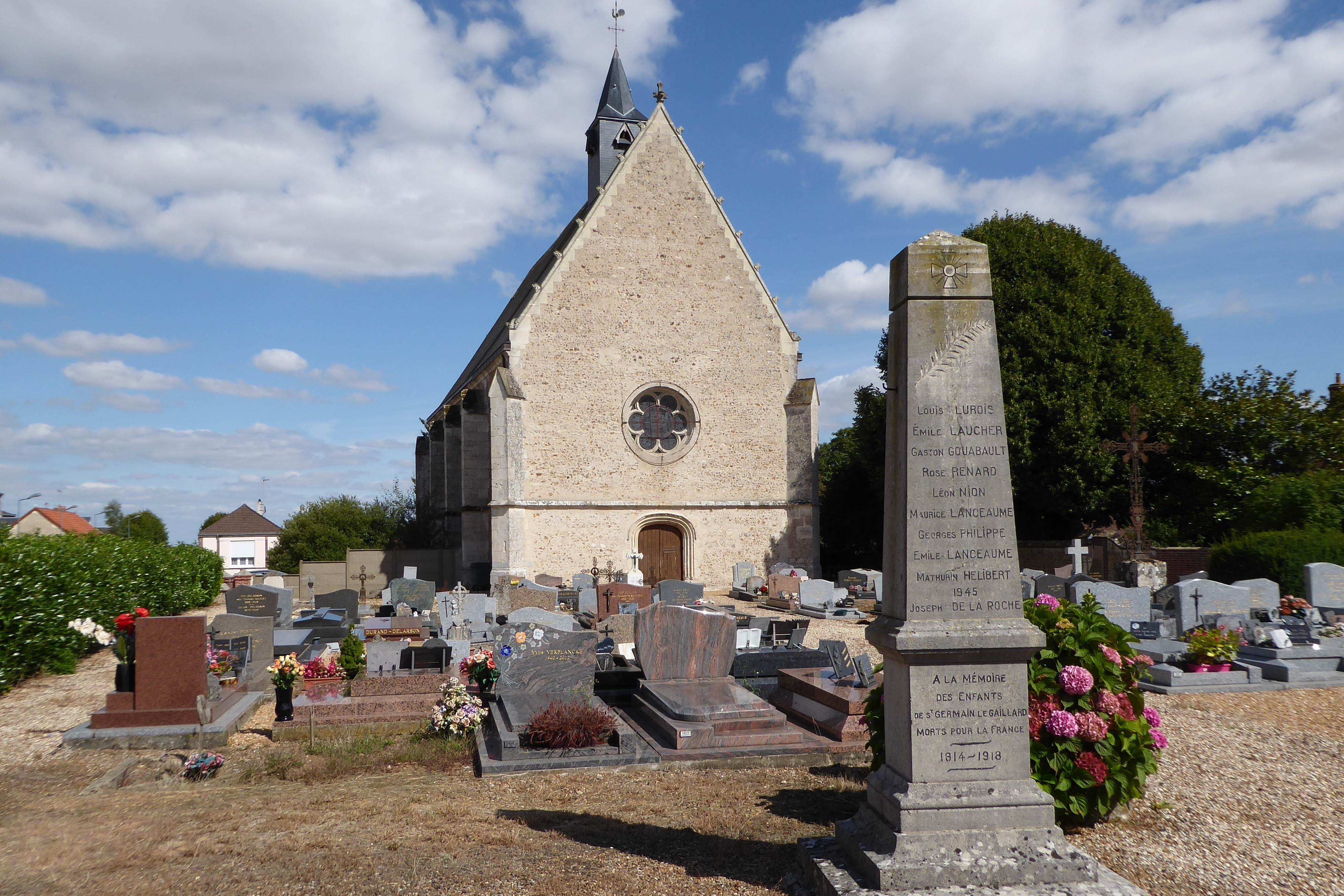
Kirche Saint-Germain

- Kirche Saint-Germain